# Des raisons d'espérer
Singles de Johnny Hallyday
De l'amour
(2015) J'en parlerai au diable
(2018)
Des raisons d'espérer est une chanson de Johnny Hallyday issue de son album de 2015, De l'amour.
En avril 2016 la chanson a été publiée en single vinyle transparent et s'est classée à la 132e position des ventes en France. À la suite du décès du chanteur en 2017, le titre est réapparu et s'est classé à la 58e place.

## Développement et composition
La chanson a été écrite par Pierre Jouishomme et Johnny Hallyday. L'enregistrement a été produit par Yodelice.

## Liste des pistes
Single vinyle 7" (45 tours deluxe transparent, édition collector ultra-limitée, 2016, Warner 0190295993887)
A. Des raisons d'espérer (2:40)
B. Des raisons d'espérer (Instrumental) (2:40)

## Classements
| Classement (2016) | Meilleure position |
| ----------------- | ------------------ |
| France (SNEP)     | 132                |
| Classement (2017) | Meilleure position |
| France (SNEP)     | 58                 |